# Споменик Стеви Писару
Споменик Стеви Писару се налази на Карађорђевом брду изнад Параћина, као завршном месту Боја на Иванковцу, 1805. године.
За време Првог српског устанка, током боја Српска војска је била по људству мања од турске, али је успешно одбијала нападе и напредовала. Турци су се у једном моменту повукли у Параћин, а устаници се улогорили на тадашњем Турком брду, после боја названом по Карађорђу, изнад града.

## Легенда
Легенда каже да су се једне вечери, у предаху током битке, са брда видела светла турског логора и Стева писар, који је био један од вождових секретара, посматрајући са брда, вероватно је уочио где би могао, међу свим тим светлима да буде шатор Хафиз-паше, турског главнокомандујућег у тој бици. На молбу да једном опали из топа и када му је Карађорђе дозволио, Стева је подесио нишанске справе и опалио. У турском табору је настало комешање, светла су се погасила и када је зора сванула Турци су се већ повлачили ка Нишу. Стева писар је те вечери погодио шатор Хафиз-паше, ранио га у ногу и касније је паша преминуо у Нишу од последица рањавања, а Стева једним пуцњем из топа завршио бој. То је уједно била и прва српска велика победа у Првом српском устанку.